# Callicore cynosura
Callicore cynosura is een vlinder uit de familie Nymphalidae, onderfamilie Biblidinae.

## Kenmerken
De bovenzijde van de vleugels vertoont een rood kleurenpatroon, dat belagers moet afschrikken. De onderzijde van de voorvleugels heeft een identieke, oranjekleurige tekening, terwijl de onderzijde van de achtervleugels een bijzondere tekening vertoont, waarin duidelijk de letters d en B zichtbaar zijn. Hieraan dankt de vlinder ook zijn Engelse naam van 'BD butterfly'.

## Verspreiding en leefgebied
Deze vlindersoort komt voor in Zuid-Amerika.